# 呂号第六十五潜水艦
| 画像をアップロード |                                                                |
| 艦歴               |                                                                |
| 計画               | 大正12年度艦艇補充計画                                         |
| 起工               | 1924年11月15日                                                 |
| 進水               | 1925年9月19日                                                  |
| 就役               | 1926年6月30日                                                  |
| その後             | 1942年11月4日沈没                                              |
| 除籍               | 1943年8月1日                                                   |
| 性能諸元           |                                                                |
| 排水量             | 基準：988トン 常備：1,060.3トン 水中：1,301トン                |
| 全長               | 76.20m                                                         |
| 全幅               | 7.38m                                                          |
| 吃水               | 3.96m                                                          |
| 機関               | ヴィッカース式ディーゼル2基2軸 水上：2,400馬力 水中：1,600馬力 |
| 速力               | 水上：15.7kt 水中：8.6kt                                       |
| 航続距離           | 水上：10ktで5,500海里 水中：4ktで80海里                        |
| 燃料               | 重油                                                           |
| 乗員               | 48名                                                           |
| 兵装               | 40口径8cm単装砲1門 53cm魚雷発射管 艦首6門 魚雷12本             |
| 備考               | 安全潜航深度：60m                                              |

呂号第六十五潜水艦（ろごうだいろくじゅうごせんすいかん）は、日本海軍の潜水艦。呂六十型潜水艦（L4型）の6番艦。

## 艦歴
- 1924年（大正13年）11月15日 - 三菱神戸造船所で起工。
- 1925年（大正14年）9月19日 - 進水
- 1926年（大正15年）6月30日 - 竣工。
  - 12月15日 - 呂67と共に第27潜水隊を編成[2]。
- 1927年（昭和2年）1月15日 - 第1潜水戦隊に編入[2]。
- 1931年（昭和6年）4月1日 - 予備艦となる[2]。
- 1933年（昭和8年）11月15日 - 予備艦となる[2]。
- 1936年（昭和11年）12月1日 - 予備艦となる[2]。
- 1938年（昭和13年）6月1日 - 艦型名を呂六十型に改正[3]。
- 1941年（昭和16年）12月5日 - 第7潜水戦隊第27潜水隊所属として、クェゼリンを出航[4]
  - 12月6日 - ルオット島出航。ウェーク島攻略作戦に参戦[4]。
  - 12月25日 - ウェーク島出航。ハウランド島方面で活動[4]。
- 1942年（昭和17年）1月7日 - クェゼリンを出航。トラックを経て、ラバウル攻略作戦に参加しセント・ジョージ岬南方の哨戒任務に従事[4]。
  - 1月29日 - トラック着[4]。
  - 2月10日 - 第26潜水隊に編入[2]。
  - 2月18日 - トラック出航。ポナペ、マキン島、ヤルート、サイパン方面で活動[4]。
  - 4月2日 - 佐世保着[4]。
  - 7月14日 - 第5艦隊に編入[4]。
  - 9月10日 - 北方に派遣となり佐世保を出港[4]。
  - 9月26日 - キスカ島着[4]。
  - 9月28日 - 空襲により艦橋に被弾[4]。
  - 10月1日 - キスカ湾を出航。アダック島クルック湾方面で活動[4]。
  - 10月15日 - キスカ湾着[4]。
  - 10月17日 - 駆逐艦「朧」「初春」の救援に出動[4]。
  - 10月21日 - アッツ湾方面で活動[4]。
  - 10月23日 - アッツ島ホルツ湾（英語版）を偵察[4]。
  - 11月4日 - キスカ湾内にて空襲を受け沈座したが、艦橋ハッチ閉鎖前にベント弁を開いたため、ハッチから浸水し沈没。江木艦長以下45名が救助され、19名が殉職[4]。

## 歴代艦長
※『艦長たちの軍艦史』465-466頁による。

### 艤装員長
- 斎藤栄章 大尉：1926年3月1日 - 1926年6月30日

### 艦長
- 斎藤栄章 大尉：1926年6月30日 - 1928年5月16日
- 魚住治策 少佐：1928年5月16日 - 1929年9月20日[5]
- 大竹寿雄 大尉：1929年9月20日 - 1929年11月30日
- 長井武夫 大尉：1929年11月30日 - 1931年4月1日[6]
- 堤道三 大尉：1931年4月1日[6] - 12月1日[7]
- 杉浦矩郎 少佐：1931年12月1日 - 1932年8月20日[8]
- 浜野元一 少佐：1932年8月20日 - 1934年11月1日
- 江見哲四郎 大尉：1934年11月1日 - 1935年2月28日[9]
- 松村寛治 大尉：1935年2月28日 - 1937年3月20日[10]
- 戸上一郎 少佐：1937年3月20日 - 1937年12月1日[11]
- （兼）市川旦 少佐：1937年12月1日[11] -
- 上野利武 大尉：1938年4月19日[12] - 1938年6月10日[13]
- 河野昌道 大尉：1938年6月10日[13] - 1938年7月30日[14]
- 矢島安雄 少佐：1938年7月30日[14] - 1938年12月15日[15]
- 小川綱嘉 少佐：1938年12月15日[15] - 1939年3月20日[16]
- 宇野亀雄 少佐：1939年3月20日[16] - 1940年3月20日[17]
- 上野利武 少佐：1940年3月20日[17] - 1940年8月10日[18]
- （兼）大竹寿雄 中佐：1940年8月10日 - 1940年9月28日[19]
- 原田毫衛 少佐：1940年9月28日 - 1941年7月31日[20]
- 工藤兼男 少佐：1941年7月31日 - 1942年2月15日[21]
- 鳥巣建之助 少佐：1942年2月15日 -
- 江木尚一 大尉：1942年6月30日 -